# Super Smash Bros.
Super Smash Bros. (japanisch: 大乱闘スマッシュブラザーズ, Hepburn: Dai Rantō Sumasshu Burazāzu, inoffiziell oft verkürzt als Smash Bros. oder SSB) ist eine Videospielreihe von Nintendo, in der die populärsten Spielfiguren des Unternehmens aufeinandertreffen. Im dritten Teil der Serie wurden auch zwei Spielfiguren anderer Unternehmen (Konami, Sega) hinzugefügt. Es handelt sich um Fighting Games, in denen das Spielziel darin besteht, mit einer gewählten Spielfigur seine Gegner unter Zuhilfenahme von individuellen Angriffen und zufälligen Items von einer Plattform zu befördern. Schöpfer der Reihe ist Masahiro Sakurai.
Das Geschehen ist stilisiert und comichaft dargestellt. Im Mehrspieler-Modus können (abhängig vom Spiel) bis zu acht Spieler mit- oder gegeneinander kämpfen.

## Spielmechanik
Das Spielsystem ist zweidimensional: Die Spieler betrachten das Geschehen von der Seite und können ihre Figuren nach oben, unten, links und nach rechts bewegen, ähnlich wie in 2D-Jump-’n’-Runs.
Im Unterschied zu den meisten Fighting Games besteht der Wettkampf nicht darin, mit erfolgreichen Angriffen ein Knockout des Kontrahenten herbeizuführen; der Spieler muss sich vielmehr mit der eigenen Spielfigur möglichst lange auf einer schwebenden Plattform halten und andere Spielfiguren in eine beliebige Richtung aus dem Bild schlagen. Hierfür muss jeder Gegner zunächst mit geeigneten Attacken geschwächt werden. So erhöht sich mit jedem eingesteckten Treffer eine der Figur zugeordnete Prozentanzeige. Je höher diese „Schadensanzeige“ ist, desto weiter wird die Figur durch Angriffe zurückgeschleudert und umso schwieriger wird es für sie, wieder auf die Plattform zu gelangen. Um dem entgegenzusteuern, steht den Spielfiguren in der Regel ein zweiter Sprung zur Verfügung, zu dem sie frei in der Luft ansetzen können, sowie Spezialattacken, mit denen sie zusätzlich Distanzen in der Luft zurücklegen können.
Auch das Steuerungssystem von Smash Bros unterscheidet sich stark von dem anderer Prügelspiele wie etwa Street Fighter: Statt vorgegebenen Eingabekombinationen wird für das Ausführen einer Spezialattacke nur eine dafür vorbehaltene Taste und eventuell eine Richtungseingabe über den Analog-Stick benötigt. Auch gibt es nicht mehrere Tasten für Hiebe oder Tritte verschiedener Stärke und Schnelligkeit, stattdessen benutzt man dafür eine einzelne Taste, die je nach Bewegung und Position des Analog-Sticks unterschiedliche Attacken hervorruft.
Neben den eigentümlichen Attacken eines jeden Charakters stehen den Spielern auch Items zur Verfügung. Diese tauchen zufällig auf der Kampfarena auf und können von den Spielfiguren aufgehoben werden. Wie die Spielfiguren und Kampfareale sind auch diese Gegenstände aus bekannten Nintendo-Spielereihen entliehen. Beispiele hierfür sind die Feuerblume aus den Super-Mario-Spielen, die als Flammenwerfer fungiert, oder der riesige, aus Donkey Kong bekannte Hammer.
Manche Items versetzen den Träger sofort in einen vorübergehenden Zustand, zum Beispiel Unverwundbarkeit, oder setzen die Schadensanzeige teilweise zurück, andere fungieren als Blank-, Projektil- oder Wurfwaffe. Generell können Blankwaffen und Projektilwaffen auch jederzeit als Wurfwaffe missbraucht werden. Manche Gegenstände stellen Behälter dar, die, wenn geworfen, weitere Items zum Vorschein bringen. Eine Sonderform hiervon sind Pokébälle und Helfertrophäen: Diese geben ein Pokémon bzw. einen nicht spielbaren Charakter frei, welche meist andere Spieler kurzfristig angreifen.
Zum Spiel tragen die Eigenheiten mancher Kampfarenen bei; so gibt es neben der Hauptplattform teilweise kleinere Plattformen, die aber temporär verschwinden können oder sich auch bewegen können.

## Spiele

### Super Smash Bros.
Mit Super Smash Bros. erschien am 19. November 1999 auf dem Nintendo 64 der erste Teil der Super-Smash-Bros.-Reihe und erlangte vor allem in Japan eine große Abnahme. Das Spiel wird in 3D-Computergrafik dargestellt. Es wurde von HAL Laboratory unter der Leitung von Masahiro Sakurai entwickelt und von Nintendo veröffentlicht. Super Smash Bros. enthält 12 spielbare Figuren, vier davon müssen im Verlauf des Spiels freigeschaltet werden, und neun spielbare Arenen. Das Spiel enthält sowohl einen Einzelspieler-Modus, in dem der Spieler verschiedene vom Computer gesteuerte Figuren in einer festen Reihenfolge bekämpft, sowie einen Mehrspieler-Modus in dem mehrere Spieler gegeneinander antreten können.
Das Spiel wurde von Kritikern grundsätzlich gut bewertet. Das US-amerikanische Spielemagazin IGN nannte Super Smash Bros. an Platz 11 seiner Liste der 25 besten N64-Spiele.
Super Smash Bros. erschien in Europa am 12. Juni 2009 für die Virtual Console auf dem Wii-Shop-Kanal. Am 21. Dezember des gleichen Jahres folgte die Veröffentlichung für Nordamerika.

### Super Smash Bros. Melee
Der Nachfolger Super Smash Bros. Melee erschien Ende 2001 in Japan und Nordamerika und im Mai 2002 in Europa für den Nintendo GameCube (NGC) und wartet mit zahlreichen Neuerungen auf, darunter befinden sich einige zusätzliche Spielmodi für die Einzel- und Mehrspielerfunktion, weitere Arenen und Charaktere sowie zahlreiche andere Ergänzungen und Verbesserungen, welche den Umfang des Nachfolgers erheblich vergrößern. Ein großer Teil des Spiels (Spielfiguren, Arenen) eröffnet sich erst nach dem Überwinden festgelegter Hürden wie zum Beispiel dem Beenden eines Spielmodus in einer bestimmten Zeit. Wie bereits der Vorgänger wurde Melee von HAL Laboratory unter der Leitung von Masahiro Sakurai entwickelt.
Super Smash Bros. Melee ist mit 7 Millionen verkauften Exemplaren weltweit das meistverkaufte Videospiel für den GameCube. Bei vielen Fans der Reihe gilt Melee aufgrund der großen Spieltiefe und der hohen Geschwindigkeit bis heute als der beste Teil der Reihe und wird deshalb häufig von E-Sportlern gespielt.

### Super Smash Bros. Brawl
Der Wii-Titel Super Smash Bros. Brawl ist als Nachfolger zu Smash Bros. Melee der dritte Teil der Spielereihe und erschien erstmals in Japan am 31. Januar 2008. Weltweit konnte das Spiel sich insgesamt über 13 Millionen Mal verkaufen.
Mit Brawl wurde die Spielereihe um zusätzliche Charaktere erweitert, darunter Charaktere aus bereits vertretenen Spielereihen, neuen Nintendo-Spielereihen und erstmals auch Charaktere aus nicht zu Nintendo gehörenden Spielereihen mit Konamis Snake, dem Protagonisten der Metal-Gear-Reihe, und dem Sega-Maskottchen Sonic. Insgesamt stehen 35 Charaktere zur Auswahl.
Neu in Super Smash Bros. Brawl ist, neben den bereits aus den Vorgängern bekannten Modi, ein Online-Modus und ein storybasierter Einzelspielermodus. Spieltechnisch wurde Brawl um die Ultra-Smash-Attacke erweitert: Ein potenter Angriff, der durch ein spezielles Item, den Smash-Ball, ausgeführt werden kann. Ebenfalls anders als in den Vorgängern stehen für jede Kampfarena nun mehrere Musikstücke zur Verfügung und der Spieler kann die Wahrscheinlichkeit deren Auftretens bestimmen.
Fehler in der Programmierung von Brawl beim Laden von vom Spieler erstellten Stages ermöglichen es Hackern, das Spiel zu modifizieren. Diese Modifikationen reichen von rein graphischen Veränderungen oder dem Hinzufügen neuer Charaktere bis hin zum Verändern ganzer Gameplay-Mechaniken oder Charakter-Movesets, oftmals mit dem Ziel eines ausgeglicheneren Balancings.

### Super Smash Bros. for Nintendo 3DS / Wii U
Auf einer Nintendo-Direct-Konferenz vom 21. Juni 2012 gab Nintendo bekannt, dass Bandai Namco Games und Namco Bandai Studios Nintendo bei der Entwicklung des vierten Super Smash Bros. unterstützen werden. Begründet wurde dies mit dem Aufwand, zwei verschiedene Spiele gleichzeitig herzustellen, sowie diese Spiele relativ zeitnah zu veröffentlichen.
Masahiro Sakurai von Project Sora ist der Leiter des Projekts, während Masaya Kobayashi von Namco Bandai als Produzent fungiert. Yoshito Higuchi, der z. B. an Tales of Vesperia beteiligt war, ist als Director eingesetzt. Namco Bandai hat bereits Erfahrung im Fighting-Game-Genre und werden ihre besten Entwickler für dieses Projekt bereitstellen, wie z. B. das Entwicklerteam hinter der Tekken-Reihe sowie einige Entwickler der Soul-Calibur-Reihe.

Es ist möglich, einzelne Charaktere mit unterschiedlichen Gegenständen zu personalisieren und die Charaktere dann zwischen beiden Spielversionen zu tauschen. Ein Zusammenspiel zwischen Wii-U- und Nintendo-3DS-Version ist möglich, indem der 3DS als Controller für die Wii-U-Version verwendet wird. Super Smash Bros. für den Nintendo 3DS erschien am 3. Oktober 2014 in Europa (in Deutschland aufgrund von Feiertagen bereits am 2. Oktober), Super Smash Bros. für die Wii U am 28. November. Seit diesem Teil ist es möglich, Amiibo aus der Super-Smash-Bros-Reihe zu verwenden.

### Super Smash Bros. Ultimate
Der Nintendo-Switch-Titel Super Smash Bros. Ultimate ist der fünfte Teil der Super-Smash-Bros.-Reihe. Auf der Nintendo Direct-Präsentation vom 8. März 2018 wurde bekannt, dass ein weiterer Super-Smash-Bros.-Titel für die Nintendo Switch in Entwicklung ist. Auf der E3 2018 wurde der Name Super Smash Bros. Ultimate bekanntgegeben und als Veröffentlichungsdatum wurde der 7. Dezember 2018 angegeben.
Ultimate enthält zum Zeitpunkt der Veröffentlichung 74 spielbare Kämpfer, davon jeden einzelnen aus den vorherigen Titeln und 11 Newcomer. Es wurden auch 5 weitere DLC-Kämpfer im Fighters Pass 1 und 6 weitere im Fighters Pass Vol. 2 herausgebracht. Nintendo of Japan hat über Twitter bestätigt, dass Super Smash Bros. Ultimate im TV-Modus in 1080p mit 60 fps und im Handheld-Modus mit 720p mit ebenfalls 60 fps läuft. Außerdem ist es möglich, das Spiel mit einem GameCube-Controller und passendem Adapter auf der Nintendo Switch zu spielen.

## Übersicht der Spielfiguren
| Charakter                                                              | Spieleserie            | Super Smash Bros. | Super Smash Bros. Melee | Super Smash Bros. Brawl | Super Smash Bros. for Nintendo 3DS / Wii U | Super Smash Bros. Ultimate |
| ---------------------------------------------------------------------- | ---------------------- | ----------------- | ----------------------- | ----------------------- | ------------------------------------------ | -------------------------- |
| Mario                                                                  | Super Mario            | Ja                | Ja                      | Ja                      | Ja                                         | Ja                         |
| Donkey Kong                                                            | Donkey Kong            | Ja                | Ja                      | Ja                      | Ja                                         | Ja                         |
| Link                                                                   | The Legend of Zelda    | Ja                | Ja                      | Ja                      | Ja                                         | Ja                         |
| Samus Aran                                                             | Metroid                | Ja                | Ja                      | Ja                      | Ja                                         | Ja                         |
| Yoshi                                                                  | Super Mario            | Ja                | Ja                      | Ja                      | Ja                                         | Ja                         |
| Kirby                                                                  | Kirby                  | Ja                | Ja                      | Ja                      | Ja                                         | Ja                         |
| Fox McCloud                                                            | Star Fox               | Ja                | Ja                      | Ja                      | Ja                                         | Ja                         |
| Pikachu                                                                | Pokémon                | Ja                | Ja                      | Ja                      | Ja                                         | Ja                         |
| Pummeluff                                                              | Pokémon                | Ja                | Ja                      | Ja                      | Ja                                         | Ja                         |
| Luigi                                                                  | Super Mario            | Ja                | Ja                      | Ja                      | Ja                                         | Ja                         |
| Ness                                                                   | Mother                 | Ja                | Ja                      | Ja                      | Ja                                         | Ja                         |
| Captain Falcon                                                         | F-Zero                 | Ja                | Ja                      | Ja                      | Ja                                         | Ja                         |
| Bowser                                                                 | Super Mario            | Nein              | Ja                      | Ja                      | Ja                                         | Ja                         |
| Peach                                                                  | Super Mario            | Nein              | Ja                      | Ja                      | Ja                                         | Ja                         |
| Ice Climbers                                                           | Ice Climber            | Nein              | Ja                      | Ja                      | Nein                                       | Ja                         |
| Zelda                                                                  | The Legend of Zelda    | Nein              | Ja                      | Ja                      | Ja                                         | Ja                         |
| Shiek                                                                  | The Legend of Zelda    | Nein              | Ja                      | Ja                      | Ja                                         | Ja                         |
| Falco Lombardi                                                         | Star Fox               | Nein              | Ja                      | Ja                      | Ja                                         | Ja                         |
| Ganondorf                                                              | The Legend of Zelda    | Nein              | Ja                      | Ja                      | Ja                                         | Ja                         |
| Marth                                                                  | Fire Emblem            | Nein              | Ja                      | Ja                      | Ja                                         | Ja                         |
| Mr. Game & Watch                                                       | Game & Watch           | Nein              | Ja                      | Ja                      | Ja                                         | Ja                         |
| Dr. Mario                                                              | Mario                  | Nein              | Ja                      | Nein                    | Ja                                         | Ja                         |
| Junger Link                                                            | The Legend of Zelda    | Nein              | Ja                      | Nein                    | Nein                                       | Ja                         |
| Pichu                                                                  | Pokémon                | Nein              | Ja                      | Nein                    | Nein                                       | Ja                         |
| Mewtu                                                                  | Pokémon                | Nein              | Ja                      | Nein                    | Ja                                         | Ja                         |
| Roy                                                                    | Fire Emblem            | Nein              | Ja                      | Nein                    | Ja                                         | Ja                         |
| Pit                                                                    | Kid Icarus             | Nein              | Nein                    | Ja                      | Ja                                         | Ja                         |
| Wario                                                                  | Wario                  | Nein              | Nein                    | Ja                      | Ja                                         | Ja                         |
| Zero Suit Samus                                                        | Metroid                | Nein              | Nein                    | Ja                      | Ja                                         | Ja                         |
| Ike                                                                    | Fire Emblem            | Nein              | Nein                    | Ja                      | Ja                                         | Ja                         |
| Schiggy                                                                | Pokémon                | Nein              | Nein                    | Ja                      | Nein                                       | Ja                         |
| Bisaknosp                                                              | Pokémon                | Nein              | Nein                    | Ja                      | Nein                                       | Ja                         |
| Glurak                                                                 | Pokémon                | Nein              | Nein                    | Ja                      | Ja                                         | Ja                         |
| Diddy Kong                                                             | Donkey Kong            | Nein              | Nein                    | Ja                      | Ja                                         | Ja                         |
| Meta-Knight                                                            | Kirby                  | Nein              | Nein                    | Ja                      | Ja                                         | Ja                         |
| Lucas                                                                  | Mother                 | Nein              | Nein                    | Ja                      | Ja                                         | Ja                         |
| König Dedede                                                           | Kirby                  | Nein              | Nein                    | Ja                      | Ja                                         | Ja                         |
| Olimar                                                                 | Pikmin                 | Nein              | Nein                    | Ja                      | Ja                                         | Ja                         |
| Lucario                                                                | Pokémon                | Nein              | Nein                    | Ja                      | Ja                                         | Ja                         |
| R.O.B.                                                                 | Robot Operation Buddy  | Nein              | Nein                    | Ja                      | Ja                                         | Ja                         |
| Toon-Link                                                              | The Legend of Zelda    | Nein              | Nein                    | Ja                      | Ja                                         | Ja                         |
| Wolf                                                                   | Star Fox               | Nein              | Nein                    | Ja                      | Nein                                       | Ja                         |
| Snake                                                                  | Metal Gear             | Nein              | Nein                    | Ja                      | Nein                                       | Ja                         |
| Sonic                                                                  | Sonic the Hedgehog     | Nein              | Nein                    | Ja                      | Ja                                         | Ja                         |
| Bewohner                                                               | Animal Crossing        | Nein              | Nein                    | Nein                    | Ja                                         | Ja                         |
| Mega Man                                                               | Mega Man               | Nein              | Nein                    | Nein                    | Ja                                         | Ja                         |
| Wii Fit-Trainerin                                                      | Wii Fit                | Nein              | Nein                    | Nein                    | Ja                                         | Ja                         |
| Rosalina & Luma                                                        | Super Mario            | Nein              | Nein                    | Nein                    | Ja                                         | Ja                         |
| Little Mac                                                             | Punch-Out!!            | Nein              | Nein                    | Nein                    | Ja                                         | Ja                         |
| Quajutsu                                                               | Pokémon                | Nein              | Nein                    | Nein                    | Ja                                         | Ja                         |
| Palutena                                                               | Kid Icarus             | Nein              | Nein                    | Nein                    | Ja                                         | Ja                         |
| Mii-Kämpfer                                                            | Wii/3DS/Wii U          | Nein              | Nein                    | Nein                    | Ja                                         | Ja                         |
| Pac-Man                                                                | Pac-Man                | Nein              | Nein                    | Nein                    | Ja                                         | Ja                         |
| Lucina                                                                 | Fire Emblem            | Nein              | Nein                    | Nein                    | Ja                                         | Ja                         |
| Daraen (englisch: Robin)                                               | Fire Emblem            | Nein              | Nein                    | Nein                    | Ja                                         | Ja                         |
| Shulk                                                                  | Xenoblade Chronicles   | Nein              | Nein                    | Nein                    | Ja                                         | Ja                         |
| Finsterer Pit (englisch: Dark Pit)                                     | Kid Icarus             | Nein              | Nein                    | Nein                    | Ja                                         | Ja                         |
| Duck Hunt-Duo (englisch: Duck Hunt)                                    | Duck Hunt              | Nein              | Nein                    | Nein                    | Ja                                         | Ja                         |
| Bowser Jr.                                                             | Super Mario            | Nein              | Nein                    | Nein                    | Ja                                         | Ja                         |
| Ryu                                                                    | Street Fighter II      | Nein              | Nein                    | Nein                    | Ja                                         | Ja                         |
| Cloud                                                                  | Final Fantasy VII      | Nein              | Nein                    | Nein                    | Ja                                         | Ja                         |
| Bayonetta                                                              | Bayonetta              | Nein              | Nein                    | Nein                    | Ja                                         | Ja                         |
| Corrin                                                                 | Fire Emblem            | Nein              | Nein                    | Nein                    | Ja                                         | Ja                         |
| Inkling                                                                | Splatoon               | Nein              | Nein                    | Nein                    | Nein                                       | Ja                         |
| Ridley                                                                 | Metroid                | Nein              | Nein                    | Nein                    | Nein                                       | Ja                         |
| Prinzessin Daisy                                                       | Super Mario            | Nein              | Nein                    | Nein                    | Nein                                       | Ja                         |
| Simon Belmont                                                          | Castlevania            | Nein              | Nein                    | Nein                    | Nein                                       | Ja                         |
| Richter Belmont                                                        | Castlevania            | Nein              | Nein                    | Nein                    | Nein                                       | Ja                         |
| Chrom                                                                  | Fire Emblem            | Nein              | Nein                    | Nein                    | Nein                                       | Ja                         |
| Dunkle Samus (englisch: Dark Samus)                                    | Metroid                | Nein              | Nein                    | Nein                    | Nein                                       | Ja                         |
| King K. Rool                                                           | Donkey Kong            | Nein              | Nein                    | Nein                    | Nein                                       | Ja                         |
| Melinda                                                                | Animal Crossing        | Nein              | Nein                    | Nein                    | Nein                                       | Ja                         |
| Ken                                                                    | Street Fighter         | Nein              | Nein                    | Nein                    | Nein                                       | Ja                         |
| Fuegro                                                                 | Pokémon                | Nein              | Nein                    | Nein                    | Nein                                       | Ja                         |
| Piranha-Pflanze                                                        | Super Mario            | Nein              | Nein                    | Nein                    | Nein                                       | Ja                         |
| Joker                                                                  | Persona 5              | Nein              | Nein                    | Nein                    | Nein                                       | Ja                         |
| Held                                                                   | Dragon Quest           | Nein              | Nein                    | Nein                    | Nein                                       | Ja                         |
| Banjo & Kazooie                                                        | Banjo-Kazooie          | Nein              | Nein                    | Nein                    | Nein                                       | Ja                         |
| Terry Bogard                                                           | Fatal Fury             | Nein              | Nein                    | Nein                    | Nein                                       | Ja                         |
| Byleth                                                                 | Fire Emblem            | Nein              | Nein                    | Nein                    | Nein                                       | Ja                         |
| Min Min                                                                | ARMS                   | Nein              | Nein                    | Nein                    | Nein                                       | Ja                         |
| Steve                                                                  | Minecraft              | Nein              | Nein                    | Nein                    | Nein                                       | Ja                         |
| Sephiroth                                                              | Final Fantasy VII      | Nein              | Nein                    | Nein                    | Nein                                       | Ja                         |
| Pyra und Mythra                                                        | Xenoblade Chronicles 2 | Nein              | Nein                    | Nein                    | Nein                                       | Ja                         |
| Kazuya Mishima                                                         | Tekken                 | Nein              | Nein                    | Nein                    | Nein                                       | Ja                         |
| Sora                                                                   | Kingdom Hearts         | Nein              | Nein                    | Nein                    | Nein                                       | Ja                         |
| 1. 2. 3. 4. 5. 6. 7. 8. 9. 10. 11. 12. 13. 14. 15. 16. 17. 18. 19. 20. |                        |                   |                         |                         |                                            |                            |